# Хадибу
Хадибу (арап. حاديبو, раније познат као Тамрида) је приморски град у северној Сокотри (Јемен), недалеко од брда Џабал ал Јахир. То је централни и највећи град малог архипелага, са популацијом од 8.545 становника из пописа 2004. Сокотра има два управна округа, а Хадибу је главни град већег источног округа. Становници Хадибуа се и данас већином баве пољопривредом и сточарством, узгајају козе и краве, а интензивно се баве и риболовом.
Град нема хидроелектрану, па се снабдева струјом преко малих генератора.